# Церква святого апостола Івана Богослова (Гнилички)
Церква святого апостола Івана Богослова в Гниличках — парафія і храм греко-католицької громади Підволочиського деканату Тернопільсько-Зборівської архієпархії Української греко-католицької церкви в селі Гнилички Тернопільського району Тернопільської области.

## Історія церкви
Колись у селі Гнилиці церква стояла на місці, яке називалося Селисько. У 1886 році поблизу неї звели нову муровану церкву, присвячену святому апостолу Івану Богослову. Спочатку місцева громада підпорядковувалася священнику з сусіднього села Гнилиці. Однак у 1880-х роках Львівська консисторія призначила для Гниличок окремого священника, і з того часу аж до кінця Другої світової війни парафія існувала самостійно.
За радянських часів церква функціонувала безперервно. Після відновлення незалежності, у 1990 році, в громаді стався розкол: невелика частина вірян повернулася до греко-католицької віри своїх предків, тоді як більшість приєдналася до УАПЦ. Згодом ця громада перейшла до ПЦУ та увійшла до складу Тернопільсько-Бучацької єпархії. Храм, збудований греко-католиками у XIX столітті, зараз належить ПЦУ, а греко-католицька громада на понад десять років залишилася без власної культової споруди.
Греко-католицьку громаду офіційно зареєстрували у 1990 році. Того ж року на храмове свято священник о. Зиновій Гончарик відслужив першу Службу Божу на символічній могилі Українських Січових Стрільців на місцевому цвинтарі. З 1992 року богослужіння тимчасово проводилися в домі родини Бриняків. Будівництво нового греко-католицького храму розпочалося 2 серпня 2002 року. 26 вересня 2004 року владика Михаїл Сабрига освятив новозбудовану церкву. Її зводили переважно за кошти парафіян, а також пожертви людей із навколишніх сіл. При парафії діє Вівтарна дружина.

## Парохи
УГКЦ
- о. Іван Пелехатий (1880-ті),
- о. Кміцікевич,
- о. Семків,
- о. Володимир Ванчицький,
- о. Чикалюк,
- о. Хома,
- о. Данило Попович,
- о. Нестор Кисілевський,
- о. Ярослав Кисілевський,
- о. Іван Яцишин,
- о. Володимир Хома,
- о. Степан Мочук (з 1990),
- о. Михайло Придатко,
- о. Євстахій Ладика (1995—1996),
- о. Володимир Івашків (1996—1998),
- о. Володимир Козак,
- о. Микола Квич (2001—2004),
- о. Олег Ішук (з 2004).

ПЦУ
- о. Богдан Гузій — нині[1].